# Syndrome d'Achard
Ne doit pas être confondu avec Syndrome d'Achard-Thiers.
Le syndrome d'Achard  est une maladie génétique à transmission autosomique dominante, et entraînant une arachnodactylie, un recul de la mâchoire inférieure, ainsi qu'une hyperlaxité articulaire limitée aux mains et aux pieds. L'hypermobilité et les subluxations des articulations, l'augmentation de l'excursion latérale des rotules et d'autres manifestations reflètent l'augmentation de la laxité ligamentaire. Il est cliniquement proche du syndrome de Marfan.

## Symptômes
- Petits pouces
- Hyperlaxité articulaire au niveau des mains et des pies
- Brachycéphalie
- branche mandibulaire courte